# Blanche de Namur (bière)
Pour la personnalité du XIVe siècle, voir Blanche de Namur.
La Blanche de Namur est une bière blanche belge produite aujourd'hui par la Brasserie du Bocq.

## Historique
Blanche de Namur a vécu au XIVe siècle et était la fille de Jean Ier de Namur et de Marie d'Artois. Elle a épousé Magnus IV Eriksson, roi de Suède et de Norvège. En 1335, elle s'installa en Scandinavie et ne revint jamais. Cette bière lui est dédiée.

## La bière
La Blanche de Namur est une bière blanche avec une teneur en alcool de 4,5 %.

## Prix
- 2008, 2009 en 2010 : Australian International Beer Awards - médaille d'argent dans la catégorie Best Belgian Style Witbier
- 2009 :  World Beer Awards - meilleure bière blanche du monde
- 2012 : Best Belgian Beer of Wallonia - meilleure bière blanche
- 2012 : World Beer Awards - médaille d'or à  dans la catégorie Europe's Best Belgian Style Witbier
- 2012 : Brussels Beer Challenge - médaille de bronze dans la catégorie Wheat : Witbier
- 2013 : Australian International Beer Awards - médaille de bronze dans la catégorie Other Wheat Beer

## Variété
Il existe plusieurs versions de Blanche de Namur.
- Rosée qui est une Blanche de Namur à laquelle a été ajouté du jus de framboise. Elle titre 3,4 % en volume d'alcool
- Apple, une Blanche de Namur avec des touches subtiles de pommes fraîches et un taux d'alcool de 3,4 %
- Radler Lime, la Blanche de Namur, au jus de citron et à l'arôme naturel de citron vert. Elle possède un taux de 3,4 % d'alcool.

### Sources et liens externes
- Brasserie du Bocq